# Craterocamerina
Craterocamerina es un género de foraminífero bentónico considerado un sinónimo posterior de Nummulites de la familia Nummulitidae, de la superfamilia Nummulitoidea, del suborden Rotaliina y del orden Rotaliida. Su especie tipo era Craterocamerina Omara. Su rango cronoestratigráfico abarcaba el Bartoniense (Eoceno medio).

## Clasificación
Craterocamerina incluía a las siguientes especies:
- Craterocamerina corrugata †
- Craterocamerina cuvillieri †
- Craterocamerina extenuataparva †
- Craterocamerina tumidalata †
- Craterocamerina vulgaris †
  - Craterocamerina vulgaris glypta †
  - Craterocamerina vulgaris spirogranulata †